# 哈木拉提·吾甫爾
哈木拉提·吾甫爾（維吾爾語：خالمۇرات غوپۇر‎，拉丁维文：Halmurat Ghopur，1960年—），男，维吾尔族，新疆乌鲁木齐人，中国医学家，醫學博士，曾任新疆醫科大學校長，前新疆维吾尔自治区药品监督管理局局長。2017年在「顛覆國家」的罪名下被捕。

## 生平
哈木拉提·吾甫爾早年於俄羅斯修讀醫學博士課程。他多年來在新疆醫科大學任教，曾擔任9年校長。2008年因研究哮喘病而獲提名为科学中国人2008年年度人物。2011年曾獲提名中國科學院院士。2013年起擔任新疆维吾尔自治区十二届人大常委。2017年擔任新疆维吾尔自治区药品监督管理局局長。

### 被捕
2017年，哈木拉提·吾甫爾被指「顛覆國家」於辦公室被捕，並被判處死缓。據《自由時報》報導，新疆維吾爾自治區黨委副書記李鵬新指控哈木拉提·吾甫爾為「雙面人」。調查人員表示他與學生在微信交談時「顯露出民族主義的傾向」。加拿大維吾爾大會前主席茹克亞‧托度希表示哈木拉提·吾甫爾純粹因其種族而被捕。，2018年初，哈木拉提·吾甫爾被秘密判处死刑，緩期两年執行。2019年9月，香港中文大學和聲書院學生會發表聲明，聲援曾經到訪學校的哈木拉提·吾甫爾。